# Клеофа Малатеста
Клеофа Малатеста да Пезаро (такође, Клеопа или Клеофа) (1420 – умрла 1433. године) била је италијанска племкиња и жена Теодора II Палеолога, деспота Мореје, брата цара Константина XI, последњег византијског цара. Била је ћерка Малатеста деи Сонетија, грофа од Пезара, и Елизабете да Варано. Удала се за Теодора Палеолога у Мистри 21. јануара 1421. године  или 1422. године,  у уговореном браку који је био део иницијативе њеног ујака, папе Мартина V, да се придружи западном (римокатоличком) православном племству, које се на тај начин надало да стекне политичке савезе против Турака.

## Брак
Дана 20. августа 1420. године, Клеофа је напустила Италију укрцавши се из Фана код Пезара за Цариград. Са њом је била још једна млада невеста, маркиза Софија од Монферата, која је требало да се уда за цара - савладара Јована VIII Палеолога, Теодоровог брата. Поводом Клеофине удаје сачуван је слављенички мотет који је написао чувени ренесансни композитор Гијом Дифеј Vasilissa ergo gaude („Тако се радуј, краљице“, користећи грчку титулу за „краљицу“, βασιλισσα). Текст мотета описује је као младу, лепу и компетентну говорницу италијанског и грчког језика. Још једно музичко дело које велича Клеофу, балата Tra quante regione је компоновао Хуго де Лантин 1420-их да прослави њен брак са византијским принцом.
Деспина Клеофа и деспот Теодор II су живели у Мистри на Пелопонезу, једном од последњих упоришта византијске културе. После неколико тешких година брака, коначно је попустила пред локалним притисцима и дозволила да се верује да је прешла у православну веру. Имала је једну ћерку, деспину Јелену Палеолог, која се касније удала за кипарског краља Јована II Лизињана.
Деспина Клеофа је умрла 1433. године. Њена смрт је обележена говорима епископа Висариона, који је касније постао кардинал у Италији, и хвалоспевом који је написао еминентни грчки неоплатонски филозоф Гемист Плетон.

## Могућа гробница
У 20. веку, у гробу из XV века у западном делу цркве Свете Софије у Мистри пронађени су женски остаци. Нагађало се да је овај гроб можда био Клеофин.

## Литератра
- Silvia Ronchey. L'enigma di Piero. Rizzoli., 2006.
- George Leonardos. Cleopa.La Princessa di Mystra. Oceanos Books.. reprinted from the edition of 2003, Athens  20017, Greece